# Атлакомулько

Атлакомулько (ісп. Atlacomulco) — муніципалітет в штаті Мехіко, Мексика. Населення 77 831 особа.

## Відомі уродженці
Енріке Пенья Ньєто — нинішній президент Мексики.